# Figlie della carità (canossiane)
Le Figlie della carità, dette anche Canossiane, sono un istituto religioso femminile di diritto pontificio: le suore di questa congregazione pospongono al loro nome la sigla F.d.C.C.

## Storia

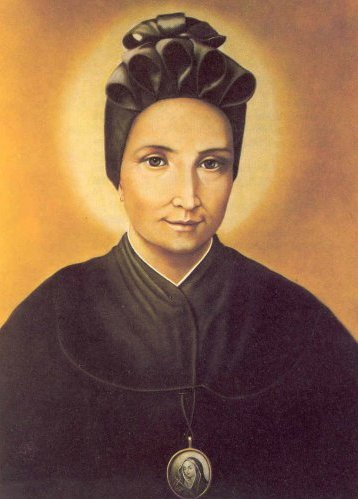
Maddalena di Canossa, fondatrice delle Figlie della Carità

La congregazione venne fondata da Maddalena di Canossa (1774-1835). Di nobile famiglia, dopo un'infanzia difficile (perse prestissimo il padre e la madre abbandonò la famiglia), all'età di quindici anni (dopo una malattia) decise di abbracciare la vita religiosa: dopo qualche esperienza monastica, sotto la guida di Pietro Leonardi, nel 1799 iniziò a dedicarsi all'assistenza agli ammalati; il vescovo di Verona, Giovanni Andrea Avogadro, la invitò, invece, a lasciare l'opera ospedaliera e a dedicarsi all'educazione delle fanciulle del popolo nei quartieri poveri della città.
L'8 maggio 1808, presso l'ex monastero dei Santi Giuseppe e Fidenzio, nel quartiere popolare di San Zeno, la Canossa poté dare inizio alla sua congregazione per l'istruzione dei poveri, l'insegnamento della dottrina cristiana e la visita agli ammalati negli ospedali. Nel 1810 le canossiane vennero chiamate anche a Venezia dai fratelli Cavanis, per assumere la direzione delle loro scuole femminili. L'imperatore Francesco II, dopo aver visitato le loro scuole, concesse alle religiose l'approvazione civile.
La congregazione ebbe rapida diffusione in Veneto e Lombardia, specialmente nei centri urbani: nel 1812 venne avviata anche la formazione di maestre contadine per l'insegnamento nelle scuole nelle aree rurali. Nel 1860, a opera della comunità di Pavia (che era stata sotto la direzione di M. Luigia Grassi), per richiesta di Angelo Ramazzotti, fondatore del seminario lombardo per le missioni estere, venne aperta una casa a Hong Kong.
Papa Pio VII concedette alle canossiane il breve di lode il 20 novembre 1816; il 23 dicembre 1828 la congregazione venne approvata da papa Leone XII.
La fondatrice è stata proclamata santa da papa Giovanni Paolo II il 2 ottobre 1988. Era canossiana anche Giuseppina Bakhita, schiava sudanese acquistata e condotta in Italia dove si convertì al cattolicesimo, canonizzata nel 2000.

## Attività e diffusione
L'azione delle Figlie della Carità si è sviluppata particolarmente nei settori catechistico, scolastico e assistenziale.
In origine l'abito delle canossiane era costituito da un vestito color tané (castano scuro) di taglio simile a quello delle donne del popolo con cuffia e scialle neri; al collo, sospeso a un cordoncino nero, portavano il cosiddetto "tablò", un grosso medaglione metallico di forma ovale con l'immagine della Vergine Addolorata sul recto e i simboli della passione sul verso. Negli anni sessanta l'abito è diventato grigio o bianco, lo scialle è stato abbandonato, la cuffia è stata sostituita dal velo e il tablò da una catenina con una medaglietta (in India, le suore indossano un sari e portano la medaglietta al collo).
Le canossiane sono presenti in Europa (Albania, Francia, Italia, Polonia, Portogallo, Regno Unito, Ucraina), in Africa (Angola, Repubblica Democratica del Congo, Egitto, Kenya, Malawi, São Tomé e Príncipe, Sudan, Tanzania, Togo, Uganda), in America (Argentina, Brasile, Canada, Messico, Paraguay, Stati Uniti d'America), in Asia (Birmania, Cina, Filippine, Giappone, India, Indonesia, Malaysia, Singapore, Timor Est) e in Oceania (Australia, Papua Nuova Guinea); la sede generalizia è a Roma.
Al 31 dicembre 2005, la congregazione contava 3.094 religiose in 354 case.